# Super Game Boy

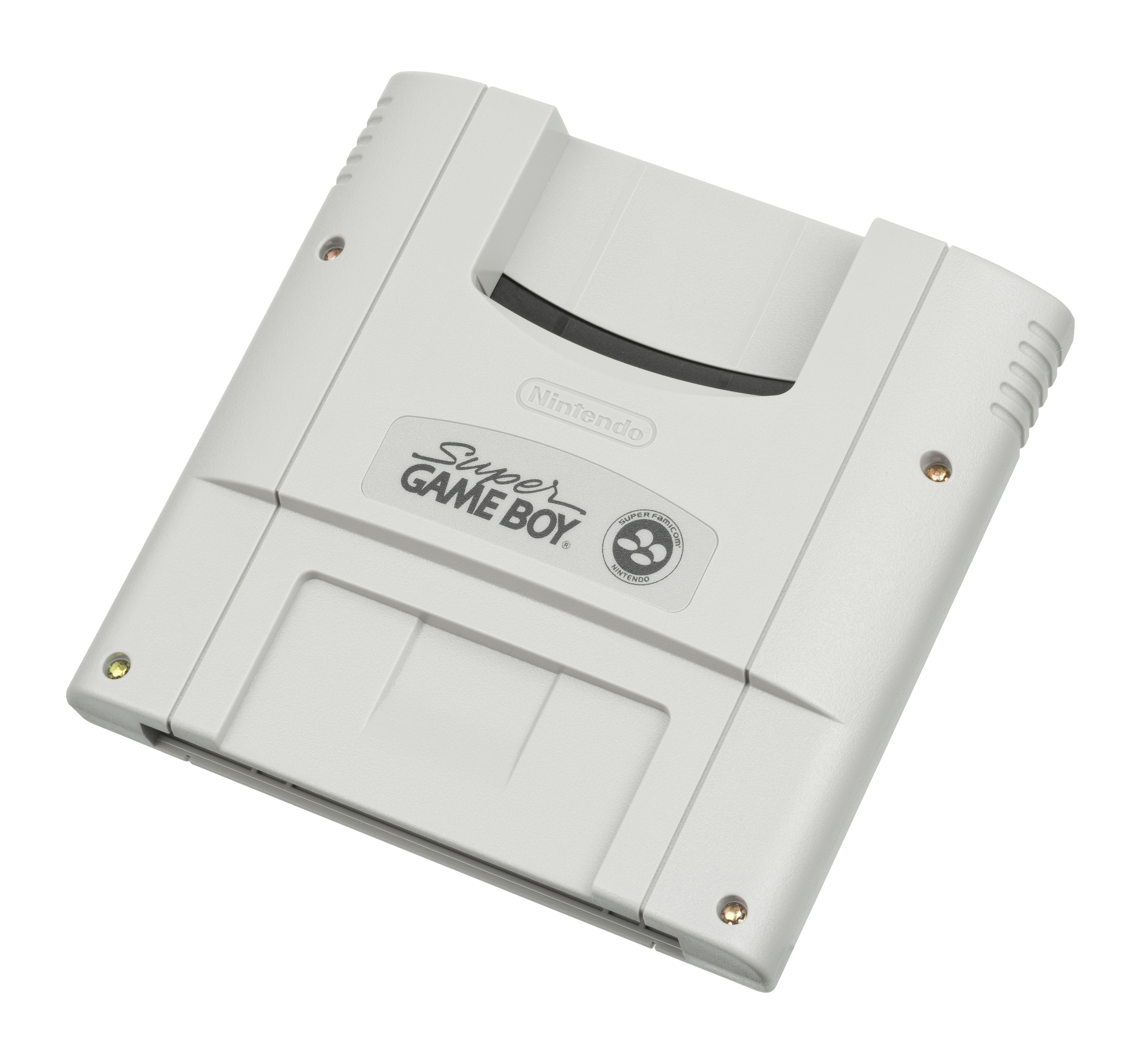
Japanse Super Game Boy

De Super Game Boy is een 16 bit-plug-in cartridge voor Nintendo's Super Nintendo Entertainment System (SNES), uitgebracht in 1994. Met de Super Game Boy kunnen spellen die ontwikkeld zijn voor de originele Game Boy gespeeld worden op een televisie met een SNES-controller. Het is de voorloper van de Game Boy Player op de Nintendo GameCube, waarmee ook Game Boy Color- en Game Boy Advance-spellen gespeeld kunnen worden.

## Gameplay
Op de Super Game Boy kunnen alle spellen van de originele Game Boy gespeeld worden. Ook ondersteunt het de Game Boy Camera en de zwarte Game Boy Color-cartridges, hoewel dat bij de meeste Game Boy Color-spellen met een zwarte cartridge niet staat aangegeven op de verpakking, in tegenstelling tot bij de originele Game Boy-spellen. Er zijn echter een aantal uitzonderingen waar wel een pictogram voor ondersteuning staat aangegeven, zoals bij Dragon Warrior Monsters 2: Cobi's Journey.
Het apparaat kan de vier tinten groen overzetten naar verschillende kleuren op het grote scherm. Latere Game Boyspellen, die geoptimaliseerd waren voor de Super Game Boy, hadden de optie om de kleuren naar wens aan te passen, en de mogelijkheid om een randje langs het scherm te tonen. Die spellen bevatten een speciaal Super Game Boy-pictogram op de verpakking en cartridge.

## Hardware
De Super Game Boy bevat dezelfde hardware als de Game Boy. In de cartridge zit een aparte processor voor het verwerken van de Game Boy-instructies. De SNES dient enkel als interface voor invoersignalen vanaf de controlpad en uitvoer naar het beeldscherm.
De eerste Super Game Boy staat bekend om het sneller (2,4%) afspelen van het spel en geluid dan de originele Game Boy-hardware. Dit komt doordat de kloksnelheid van de SNES (21 MHz) wordt gedeeld door 5, wat uitkomt op 4,295 MHz, in plaats van de normale 4,194 MHz. Dit timingprobleem kan worden opgelost door een aparte kristaloscillator in te bouwen op de Super Game Boy en deze te gebruiken als klokgenerator.

## Super Game Boy 2

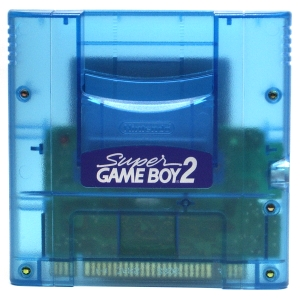
Super Game Boy 2

De Super Game Boy 2 is exclusief in Japan uitgebracht in 1998. Dit apparaat bevat een poort waarin de link-kabel gestoken kan worden om toegang te krijgen tot de 2-speler-modus, in spellen die de functie ondersteunen. Het komt ook met acht nieuwe standaard randen, die de acht van de originele Super Game Boy vervangen. Sommige spellen hebben eigenschappen die alleen toegankelijk zijn met de Super Game Boy 2, zoals een speciaal Tetris DX-randje. In deze versie is ook het timingprobleem opgelost dat aanwezig was in het eerste model.